# مايك ماغو
مبشيل توماسين (Michael Thomassen) و يعرف أكثر باسم مايك ماغو (Mike Mago) هو دي جي و منتج أسطوانات هولندي من مواليد 12 مارس 1979.

## روابط خارجية
- مايك ماغو على موقع IMDb (الإنجليزية)
- مايك ماغو على موقع ميوزك برينز (الإنجليزية)
- مايك ماغو على موقع ديسكوغز (الإنجليزية)
- مايك ماغو على موقع ديسكوغز (الإنجليزية)